# 天主教芽莊教區
天主教芽莊教區（拉丁語：Dioecesis Nhatrangensis）是越南一個羅馬天主教教區，屬順化總教區。包括慶和、寧順兩省。 
2006年有教友185,064人、69個堂區、144名司鐸。現任主教為武德明。其座堂是基督君王座堂。
1957年7月5日設代牧區，1960年11月24日升為教區。

## 历任主教
- 阮文顺，1967年-1975年